# China Open
För snookertävlingen China Open, se China Open (snooker)

 För tennistävlingen China Open, se China Open (tennis)
Volvo China Open är en professionell golftävling som arrangeras av China Golf Association, i samarbete med Europatouren och Asian Tour och har Volvo som titelsponsor.
Tävlingen spelades första gången 1995 och har varit en del av Europatouren sedan 2003 (säsongen 2004). Tävlingen var även en del av Asian Tour, men sedan inrättandet av OneAsia Tour 2009 flyttades den från tävlingsschemat, för att sedan återigen ingå i Asian Tour 2018. Den har fram till och med 2005 spelats i november men sedan 2006 arrangeras tävlingen under våren, och 2018 spelas den 26-29 april på Topwin Golf & CC i Peking.
Tävlingen spelades två gånger under 2006 års säsong. Detta berodde på att tävlingen spelades i november 2005 vilket då var en del av 2006 års säsong. Sen när tävlingen flyttades till april 2006 så spelades den igen.
Prissumman 2018 är 3,1 miljoner dollar.

## Segrare
| År*         | Segrare           | Resultat | Mot par | Segermarginal | Runner(s)-up                                          |
| ----------- | ----------------- | -------- | ------- | ------------- | ----------------------------------------------------- |
| 2017        | Alexander Lévy(2) | 271      | −17     | Särspel       | Dylan Frittelli                                       |
| 2016        | Li Haotong        | 266      | −22     | 3 slag        | Felipe Aguilar                                        |
| 2015        | Wu Ashun          | 279      | −9      | 1 slag        | David Howell                                          |
| 2014        | Alexander Lévy    | 269      | −19     | 4 slag        | Tommy Fleetwood                                       |
| 2013        | Brett Rumford     | 272      | −16     | 4 slag        | Mikko Ilonen                                          |
| 2012        | Branden Grace     | 267      | −21     | 3 slag        | Nicolas Colsaerts                                     |
| 2011        | Nicolas Colsaerts | 264      | −24     | 4 slag        | Søren Kjeldsen, Peter Lawrie, Danny Lee, Pablo Martín |
| 2010        | Yang Yong-Eun     | 273      | −15     | 2 slag        | Rhys Davies, Stephen Dodd                             |
| 2009        | Scott Strange     | 280      | −8      | 1 slag        | Gonzalo Fernández-Castaño                             |
| 2008        | Damien McGrane    | 278      | −10     | 9 slag        | Simon Griffiths, Michael Lorenzo-Vera, Oliver Wilson  |
| 2007        | Markus Brier      | 274      | −10     | 5 slag        | Scott Hend, Graeme McDowell, Andrew McLardy           |
| 2006        | Jeev Milkha Singh | 278      | −10     | 1 slag        | Gonzalo Fernández-Castaño                             |
| 2005 (2006) | Paul Casey        | 275      | −13     | Särspel       | Oliver Wilson                                         |
| 2004 (2005) | Stephen Dodd      | 276      | −12     | 3 slag        | Thomas Bjørn                                          |

*Årtalet i parentes avser den säsong på Europatouren som tävlingen blev en del av touren.

### Innan Europatouren
| År   | Vinnare          | Resultat  | Segermarginal | Runner(s)-up       |
| ---- | ---------------- | --------- | ------------- | ------------------ |
| 2003 | Zhang Lian-wei   | 277 (−11) | 2 slag        | Thaworn Wiratchant |
| 2002 | David Gleeson    | 272 (−16) | 1 slag        | Pablo Del Olmo     |
| 2001 | Charlie Wi       | 272 (−16) | 1 slag        | Thongchai Jaidee   |
| 2000 | Simon Dyson      | 275 (−13) | 1 slag        | Jyoti Randhawa     |
| 1999 | Kyi Hla Han      | 273 (−15) | 7 slag        | Christian Pena     |
| 1998 | Ed Fryatt        | 269 (−19) | 2 slag        | Takeshi Ohyama     |
| 1997 | Cheng Jun        | 280 (−8)  | 5 slag        | Adrian Percey      |
| 1996 | Prayad Marksaeng | 269 (−19) | 9 slag        | Hsieh Yu-shu       |
| 1995 | Raúl Fretes      | 277 (−11) | 3 slag        | Lai Ying-juh       |